# Scatonomus lauropalui
Scatonomus lauropalui é uma espécie de besouro do gênero Scatonomus.  
Seu epíteto específico foi dado em homenagem ao "Padre Lauro Palú, Lazarista, Diretor do Instituto Bom Jesus, Aparecida do Norte, São Paulo, entusiasta admirador e pequisador de nossa Entomofauna".

## Taxonomia
Em 2020, foi proposta uma recombinação da espécie para o nome Anomiopus lauropalui. 